# 龍華塔

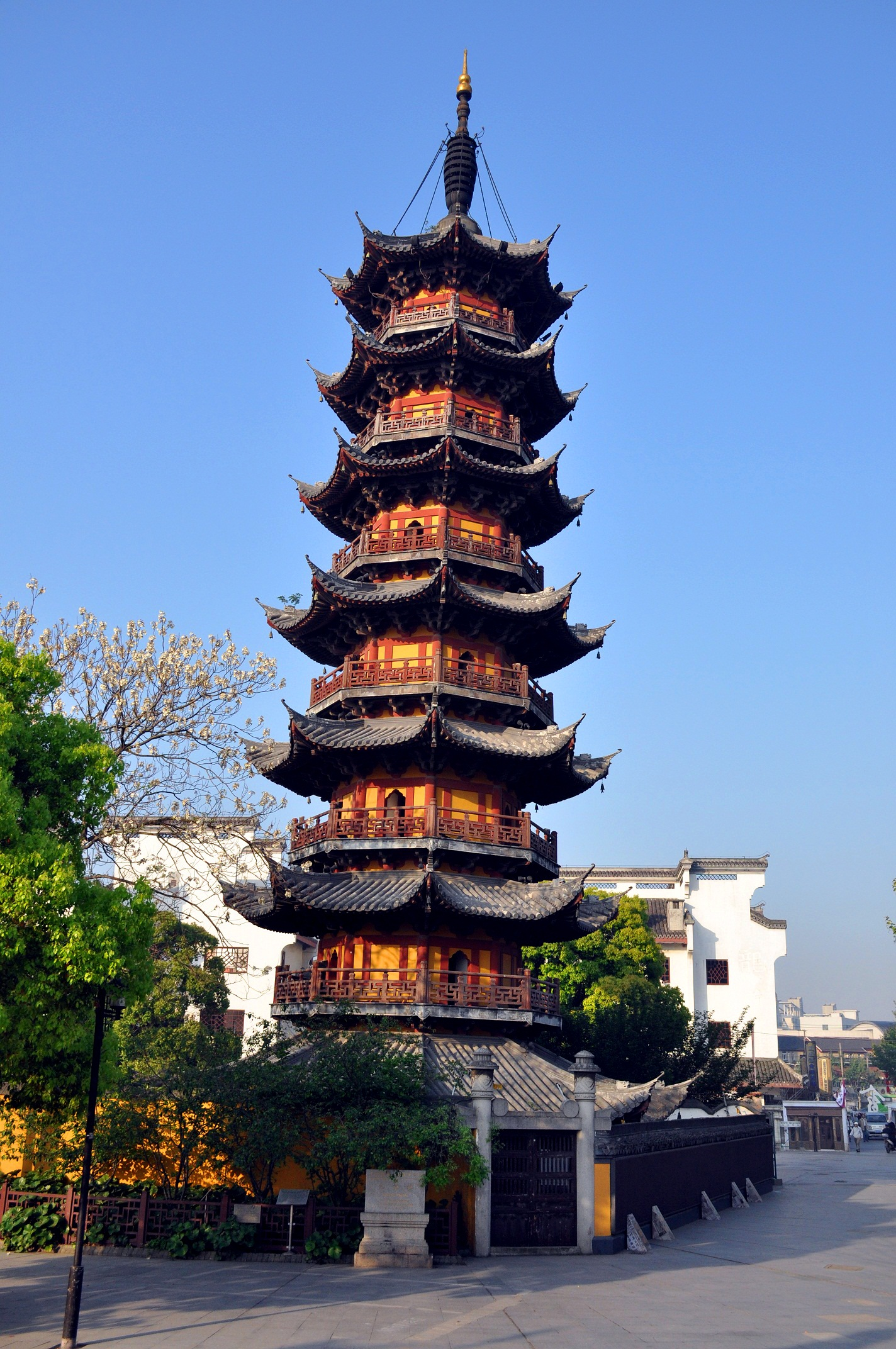

龍華塔（りゅうかとう）は、上海市徐匯区龍華寺にある仏塔である。その歴史は三国時代まで遡ることができるが、現在の建築構造は北宋時代につくられたものである。龍華塔は2006年に中華人民共和国全国重点文物保護単位に入選した。
7階建てで高さは40.64メートルである。